# أمانسيو أورتيغا
أمانسيو أورتيغا (بالإسبانية: Amancio Ortega)‏(ولد في 28 مارس 1936) هو رجل أعمال إسباني ومؤسس شركة الأزياء إينديتيكس. وهو أغنى رجل في أوروبا حتى نهاية عام 2015 حسب مجلة فوربس حيث تقدر ثروته ب65 مليار، وقد تربّع على قائمة اغنى رجال العالم. أما المركز الأول فكان من نصيب بيل غيتس، ويأتي بعدهم كارلوس سليم، وارن بافت وبرنارد أرنولت. أعتبر أورتيغا أغنى رجل في إسبانيا وأيضًا أغنى رجل في أوروبا.

## السيرة الذاتية
ولد أورتيجا في بسدونجو دي أرباس، في مقاطعة ليون حيث أمضى طفولته. انتقل أورتيجا إلى لا كورونيا، إسبانيا، وهو في الرابعة عشرة بسبب ظروف عمل والده، الذي كان عاملاً بالسكة الحديد. وبدأ حياته عاملاً بسيطًا في العديد من محلات الملابس في لا كورونيا، في منطقة غاليسيا، وجد وظيفة في متجر لصانعة قمصان محلية يدعى غالا، الذي لا يزال موجودا حتى الآن زاوية في وسط مدينة لاكورونيا، و تعلم كيفية تصميم الملابس وخياطتها باليد. < في عام 1972، أسس شركة كونفيسونيس جوا (تمثل الحروف الأولى من اسمه معكوسة)وكانت تقوم بتصنيع أرواب الحمامات حيث شغل أورتيغا الآلاف من النساء المحليات ونظمهن في تعاونيات الخياطة. في 1975، فتح أورتيجا متجره الأول الذي حقق نموًا كبيرًا وأصبح سلسلة محلات أزياء شهيرة للغاية تُدعى زارا. يملك أورتيجا نسبة 59.29% من مجموعة إنديتكس والتي تتضمن الماركات زارا، وماسيمو دوتي وأويشو وزارا هوم، وكيديز كلاس وتيمبي وستراديفاريوس وبول آند بير/ أوفن وبيرشيكا، ويعمل لديه أكثر من 92000 موظف.
يحافظ أورتيجا على الظهور بمظهر بسيط للغاية. إذ يرفض أن يرتدي ربطة عنق ويفضل ارتداء الجينز الأزرق والتي شيرت. ويُقال إنه يلعب دورًا حيويًا للغاية في عملية الإنتاج والتصميم بالشركة.
وعندما ظهر للجمهور عام 2000، كجزء من عملية التجهيز قبل تعويم شركته في البورصة عام 2001، قدم تصريحات تداولتها الصحافة المالية الإسبانية. مع ذلك، لم يُجرِ أورتيجا أي لقاء قط، وقد أدت حياته السرية هذه إلى إصدار كتب مثل Amancio Ortega: DE CERO A ZARA (أمانسيو أورتيجا: من القاع إلى القمة).
أعلن أورتيجا عن تقاعده الوشيك من شركة الأزياء سريعة النمو إنديتكس، وهي الشركة الأم لسلسلة محلات زارا، مصرحًا أنه سوف يطلب من نائب رئيس إنديتكس ومديرها التنفيذي بابلو إيزالا (Pablo Isla) ليأخذ مكانة في إدارة إمبراطورية المنسوجات.

## وصلات خارجية
- أمانسيو أورتيغا على موقع الموسوعة البريطانية (الإنجليزية)
- أمانسيو أورتيغا على موقع مونزينجر (الألمانية)